# Burgholztunnel
Der Burgholztunnel ist ein Straßentunnel auf dem Gebiet der Stadt Wuppertal. Dieser verbindet die Landesstraße 418 (L 418) vom im Norden des Stadtbezirkes Cronenberg gelegenen Theishahner Kreuz mit dem Sonnborner Kreuz und ermöglicht so eine teilweise Schnellstraßenverbindung zwischen der A 1 und der A 46 über die Wuppertaler Südhöhen. Der Tunnel führt durch den Staatsforst Burgholz und wurde am 29. März 2006 als bis dato längster Straßentunnel in Nordrhein-Westfalen eröffnet. Der Durchstich der beiden jeweils zweispurigen, 1865 und 1787 Meter langen Tunnelröhren wurde bereits im Jahr 2003 (Tunnel-Durchschlag am 23. September 2003) erreicht.

## Planung und Bedeutung

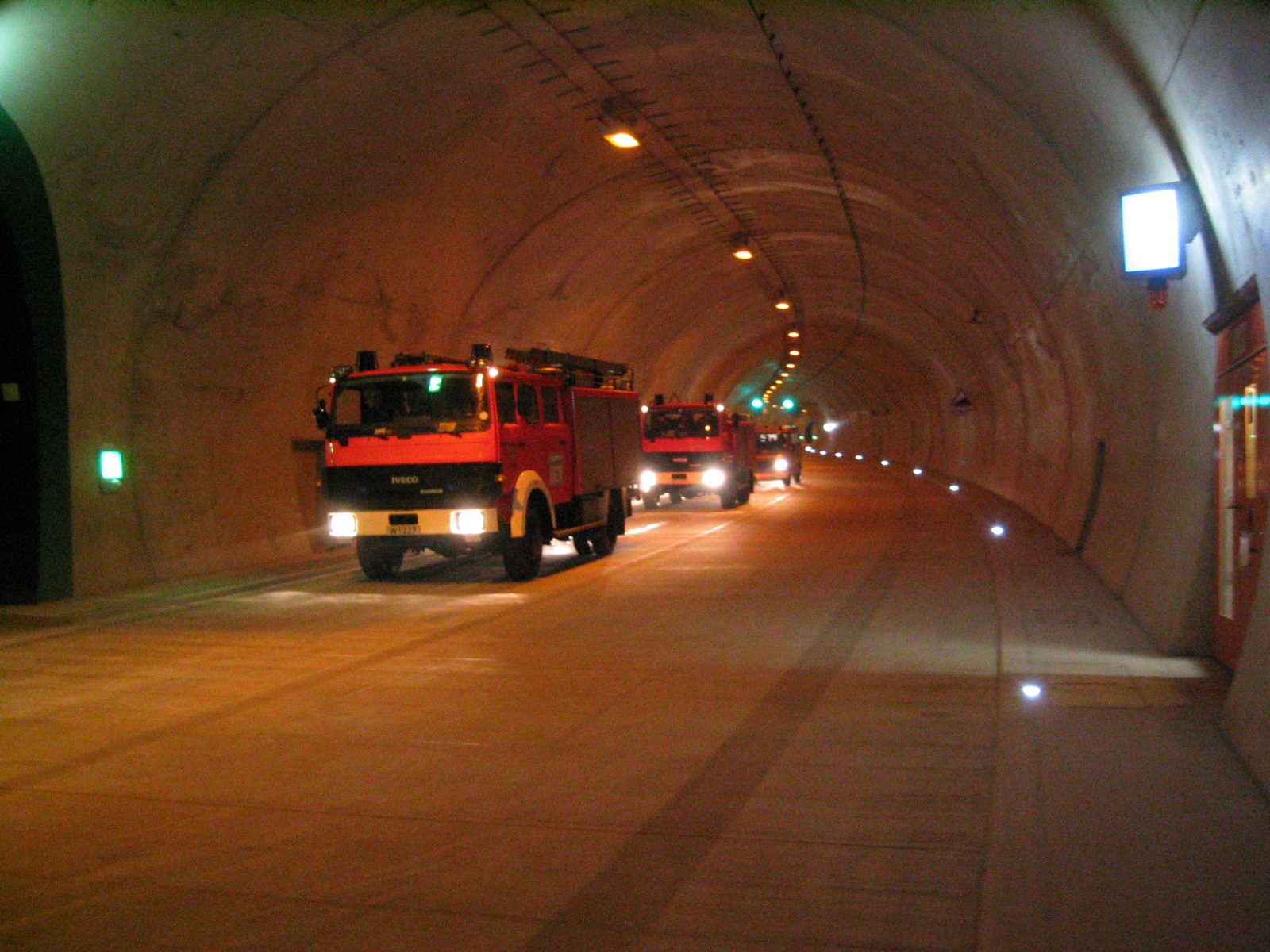
Freiwillige Feuerwehr Hahnerberg bei Besichtigung der Südröhre

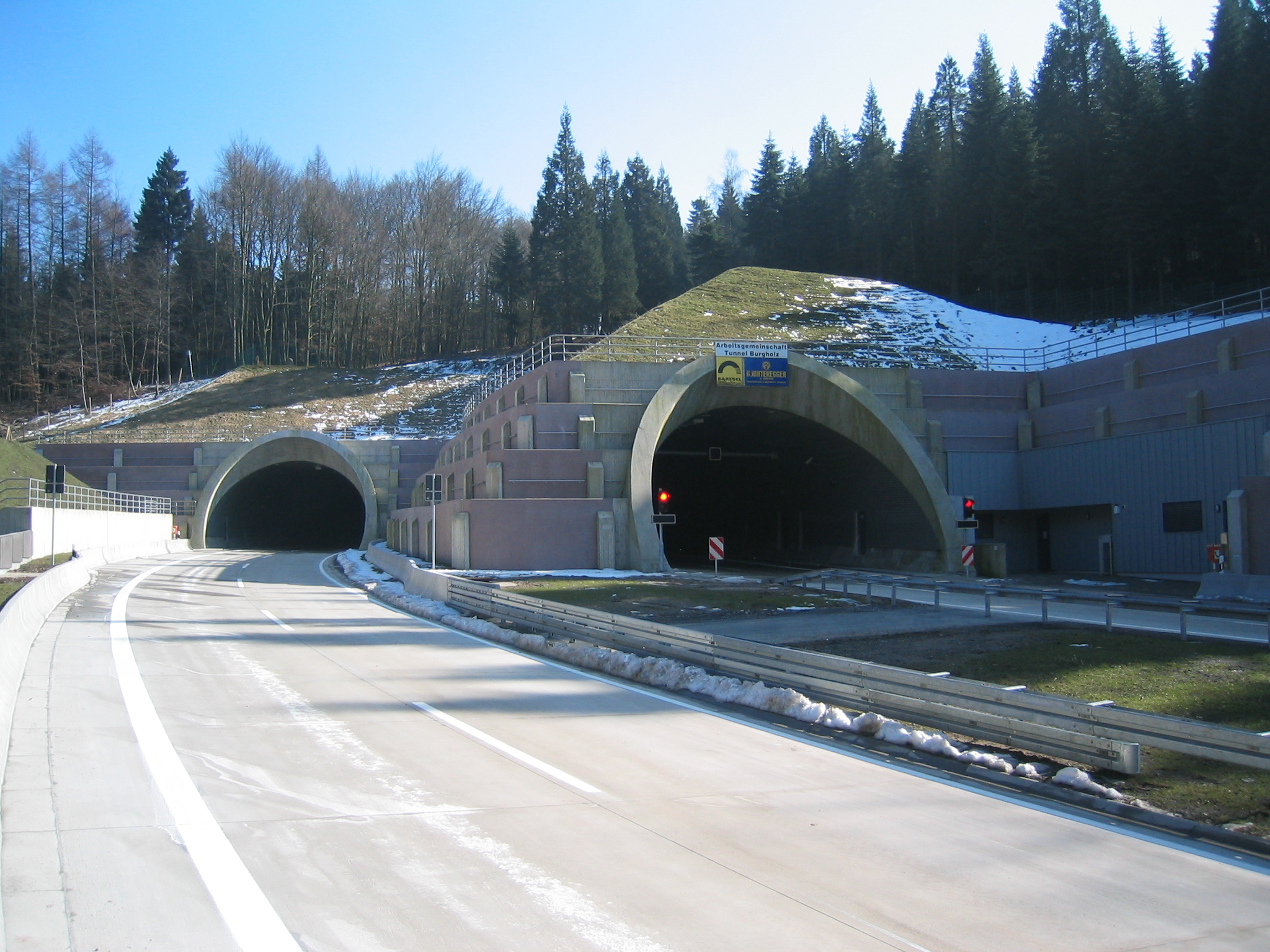
Westportal

Ursächlich für den Bau des Tunnels war folgendes Verkehrsproblem: Die A 46 durchquert den nördlichen Teil Wuppertals und führt dann erst sehr viel nördlicher auf die A 1, die östlich an Wuppertal vorbeiführt. Für den Verkehr, der in südlicher Richtung zur A 1 strebt, bedeutete dies einen erheblichen Umweg. Daher bewegte sich dieser Verkehr zu großen Teilen innerörtlich durch Wuppertal. Zudem fehlte es an einer leistungsfähigen Verbindung der südlich gelegenen Stadtteile untereinander, wie beispielsweise Vohwinkel mit Cronenberg, Hahnerberg und Ronsdorf sowie zur Stadt Remscheid. Dieses Problem sollte die südlich die Stadt tangierende, autobahnähnliche L 418 lösen, die erstmals 1962 geplant wurde.
Die Trasse der Straße war in Teilen aber wegen dort befindlicher Bebauung und aus Gründen des Naturschutzes problematisch. Daher verwarf der Rat der Stadt Wuppertal eine schon geplante oberirdische Lösung und entschied sich 1989 für den Bau des heutigen Burgholztunnels. Nach aktuellen Planungen soll die Südtangente das Autobahnkreuz Sonnborn der A 46 über die L 418 und die Landesstraße 419 (L 419) mit einer neu zu bauenden Anschlussstelle der A 1 nahe der bestehenden Anschlussstelle 94 (Wuppertal-Ronsdorf) verbinden. Bereits Anfang der siebziger Jahre existierten ausgebaute Straßenstücke der L 418 bei Sonnborn.
Baubeginn des privat vorfinanzierten Tunnels war Anfang 2002 (Tunnel-Anschlag am 5. Juli 2002), die Fertigstellung erfolgte Mitte Februar 2006. Die Eröffnung erfolgte am 29. März 2006, Verkehrsfreigabe einen Tag später. Mit geplanten 40.000 Fahrzeugen täglich soll der Tunnel die Wuppertaler Innenstadt, den Kiesbergtunnel, die A 46 nördlich in Wuppertal und die A 1 östlich von Wuppertal entlasten. Die entsprechenden Fahrzeiten sind aber schon heute erheblich verkürzt.

## Topographie und Bauwerk
Aus Gründen des Umweltschutzes wurde der Tunnelbau einer oberirdischen Variante vorgezogen und verläuft unterhalb des Staatsforstes Burgholz, der aufgrund seines seltenen Baumbestandes nicht durch den Straßenbau zerschnitten werden sollte. Aufgrund der im Tunnelbauwerk überwundenen Steigung sowie der Tatsache, dass über dem Tunnel teilweise nur drei Meter Erde liegen, war der Bau des Tunnels technisch anspruchsvoll. Mit einem komplexen Notruf- und Überwachungssystem sowie sechs Querverbindungen im Abstand von rund 266 Metern zwischen den Röhren und Notrufkabinen im Abstand von rund 133 Metern erfüllt der Tunnel hohe Sicherheitsansprüche. 84 festinstallierte Videokameras übermitteln die Verkehrssituation in die Leitstelle.